# Rue du Parc-Royal
Rue du Parc-Royal je ulice v Paříži v historické čtvrti Marais. Nachází se ve 3. obvodu. Její název je odvozen od zahrad bývalého královského paláce Tournelles, který se rozkládal v jejím sousedství.

## Poloha
Ulice vede od křižovatky s Rue de Turenne a končí na náměstí Place de Thorigny u křižovatky s Rue Elzévir.

## Historie
Ulice byla otevřena v roce 1563, původně tvořila součást Rue de Thorigny. Později byla oddělena a nazývala se Rue du Parc-du-Roi nebo Rue du Parc-des-Tournelles, později Rue du Petit-Paradis. Zhruba od roku 1605 nese své dnešní jméno.

## Zajímavé objekty
- dům č. 4: hôtel de Canillac
- dům č. 8: hôtel Duret de Chevry
- dům č. 10: hôtel de Vigny
- dům č. 12: hôtel de Croisilles
- domy č. 14 a 16: hôtel de Bonneval